# 岸辺のサブロー
『岸辺のサブロー』（きしべのサブロー）は、つの丸による日本の漫画作品。『週刊コミックバンチ』（新潮社）において、2004年46号から2006年21号までシリーズ連載された。

## 登場人物
河原三平
名前から、昔からカッパというあだ名をつけられた、ウォシュレットのセールスマン。頭頂部が薄くなっており、カッパ状態。
サブロー
三平の母親からの荷物に紛れて三平のもとにやってきた本物の河童。尻子玉を狙う。